# Rzepsko
Rzepsko (niem. Sand See) – niewielkie jezioro przepływowe na Równinie Torzymskiej, w gminie Rzepin. Jezioro leży wśród lasów, około 4 km na południowy wschód od Rzepina.